# Philohydor
Genre
Philohydor est un genre d'oiseaux de la famille des Tyrannidae.

## Liste des espèces
Selon la classification de référence du Congrès ornithologique international (version 9.1, 2019) :
- Philohydor lictor (Lichtenstein, MHK, 1823) — Tyran licteur
  - Philohydor lictor panamensis (Bangs & Penard, TE, 1918)
  - Philohydor lictor lictor (Lichtenstein, MHK, 1823)